# رينيه أنطوان فيرشو دي ريومور
رينيه أنطوان فيرشو دي ريومور (بالفرنسية: René Antoine Ferchault de Réaumur)‏ هو عالم فرنسي في الفيزياء والعلوم الطبيعية عاش بين 28 شباط/فبراير 1683 و 17 تشرين الأول/أكتوبر 1757. كان له العديد من الإنجازات العلمية، خاصة في مجال علم الحشرات، كما أنه وضع ما يعرف باسم مقياس ريومور لدرجات الحرارة.

## حياته
ولد دي ريومور في لا روشيل سنة 1683، بدأ دراسته في مدينته الأم، ثم أكملها في مجال الفلسفة في كلية اليسوعيين في بواتييه، لينهيها في دراسة القانون والرياضيات في بورج Bourges.
في سنة 1703 ذهب إلى باريس لإنهاء دراسته في الرياضيات والفيزياء، وفي سنة 1708 عندما كان عمره إحدى وعشرين سنة فقط قام بيير فارينيون Pierre Varignon بترشيحه إلى الأكاديمية الفرنسية للعلوم. انتخب سنة 1738 كزميل في الجمعية الملكية، وفي سنة 1748 انتخب عضواً في الأكاديمية الملكية السويدية للعلوم.
أبدع دي ريومور في مجالات عدة من العلوم، من الرياضيات إلى الفيزياء إلى علم الحشرات وعلم الطبيعة، كما أنه يعتبر مؤسس علم سلوك الحيوان.
توفي في سان جوليان دو تيرو Saint-Julien-du-Terroux سنة 1757.

## وصلات خارجية
- رينيه أنطوان فيرشو دي ريومور على موقع الموسوعة البريطانية (الإنجليزية)
- رينيه أنطوان فيرشو دي ريومور على موقع إن إن دي بي (الإنجليزية)
- رينيه أنطوان فيرشو دي ريومور في الموسوعة العربية